# 게이터 볼 스타디움
게이터 볼 스타디움(Gator Bowl Stadium)는 미국 플로리다주 잭슨빌에 위치한 미식축구 경기장이다. 과거 북미 풋볼 리그 잭슨빌 불스의 홈경기장으로 사용했다.